# U.S. Route 281
La U.S. Route 281 (US 281) est une US Route auxiliaire de la US 81 parcourant 1 875 miles (3 018 km) entre Brownsville, Texas et la frontière canado-américaine près de Dunseith, Dakota du Nord. Sa distance fait de la US 281 la US Route auxiliaire la plus longue au pays.
La route compte deux terminus sud. Le premier, le terminus ouest, se trouve à Hidalgo, à la frontière mexicaine sur le Pont international McAllen-Hidalgo. Le terminus sud-est de la route se trouve à Brownsville, Texas, près de la frontière mexicaine à l'intersection avec la US 77 Bus. Les deux segments sud de la route se rencontrent à Las Milpas à l'intersection avec South Cage Boulevard. Le terminus nord de la route est à la frontière canadienne près de Dunseith, au Dakota du Nord. La US 281 est la seule US Route auxiliaire à relier les frontières mexicaine et canadienne.
La US 281 est une route auxiliaire de la US 81. En raison de plusieurs segments de la route-mère ayant été déclassés et remplacés par des autoroutes inter-états, la US 281 fait 672 miles (1 081 km) de plus que la US 81. De plus, la US 281 ne rencontre plus la US 81.

## Description du tracé

### Texas
La US 281 débute à une intersection avec la US 77 Bus. / SH 48 environ deux miles (3,20 km) de la frontière mexicaine à Brownsville. Elle longe la frontière et la vallée du Rio Grande vers l'ouest jusqu'à Hidalgo. À l'intersection avec South Cage Boulevard, à Las Milpas, la US 281 bifurque vers le nord. Un prolongement de la route se rend à la frontière mexicaine.
Après avoir bifurqué vers le nord, la route passe par Las Milpas et Pharr. Là, elle rencontre l'I-69C et les routes forment un multiplex vers le nord. La route continue ensuite en passant par Edinburg, San Manuel-Linn, Falfurrias, Alice et George West. Tout le segment entre Edinburgh et George West est destiné à devenir l'I-69C, laquelle se raccordera à l'I-69W à cet endroit. La US 281 poursuivra ensuite seule vers le nord-ouest jusqu'à Three Rivers, où elle rencontre l'I-37. Les routes forment un multiplex vers le nord-ouest jusqu'à Pleasanton, mais la US 281 demeure parallèle à l'autoroute jusqu'à San Antonio.
À San Antonio, la US 281 rencontre l'I-410 et forme un court multiplex avec celle-ci jusqu'à la jonction avec l'I-37. La US 281 reforme un multiplex avec l'autoroute jusqu'à la jonction avec l'I-35, au centre-ville, là ou l'I-37 prend fin. La US 281 poursuit donc seule vers le nord de la ville. Elle atteint alors Bulverde, Blanco, Marble Falls, Burnet, Lampasas, Hamilton, Stephenville, Mineral Wells, Jacksboro et Wichita Falls, où elle rencontre l'I-44 et forme un multiplex avec celle-ci jusqu'à la frontière avec l'Oklahoma formée par la Rivière Rouge.

### Oklahoma
La US 281 entre en Oklahoma au sud-ouest de Randlett en multiplex avec l'I-44 et la US 277. Six miles (10 km) plus au nord, les US Routes quittent l'autoroute avant que celle-ci ne devienne une autoroute à péage, la H.E. Bailey Turnpike. Elles forment un multiplex vers l'est avec la US 70, jusqu'à Randlett. Dans le village, la US 277 / US 281 bifurque vers le nord jusqu'à Cookietown. Au nord de la ville, la route bifurque vers l'est jusqu'à l'ouest de Walters, où elle longe l'I-44. Près de Geronimo, la US 277 / US 281 rejoint l'I-44 pour contourner Lawton. Elle s'en sépare, avec la US 62 plus au nord. La US 62 / US 281 se sépare ensuite de la US 277 et continue vers le nord jusqu'à Apache et Anadarko, où la US 62 se sépare de la US 281. Cette dernière poursuit son trajet vers le nord en passant par Binger, Hinton et Geary où elle est rejointe par la US 270. Le multiplex prend fin à Seiling, au nord-ouest, après que les routes aient passé par Watonga et Oakwood.
À Seiling, la US 281 reprend un alignement vers le nord et procède jusqu'à la frontière du Kansas en passant par Waynoka et Alva.

### Kansas
Traversant de vastes étendues faiblement peuplées du centre du Kansas, la US 281 entre dans l'état à Hardtner. Elle passe ensuite par Medicine Lodge, Pratt, Saint John et Great Bend, la seule ville de plus de 7 000 habitants sur le parcours de la US 281 au Kansas. La route poursuit ensuite vers le nord et passe par Hoisington, Russell, Waldo, Osborne, Smith Center, et Lebanon. Au nord de Lebanon, la route atteint la frontière du Nebraska. Tous les segments de la US 281 au Kansas ne comptent que deux voies.

### Nebraska
La US 281 entre au Nebraska au sud de Red Cloud et y rencontre la US 136. Elle continue vers le nord jusqu'à Hastings, où elle rencontre la US 6 et la US 34. Elle forme un multiplex avec celle-ci jusqu'à Grand Island. Là, elle croise l'I-80 ainsi que la US 30. Elle continue vers le nord et passe par Saint Libory, Saint Paul, Greeley Center, Bartlett, O'Neil et Spencer, près de la frontière du Dakota du Sud.

### Dakota du Sud
La US 281 entre au Dakota du Sud au sud-ouest de Pickstown. Elle rencontre rapidement la US 18 et les routes forment un multiplex vers le nord-est. Elles traversent la rivière Missouri et atteignent Pickstown. Elles bifurquent vers le nord jusqu'à Lake Andes, puis vers l'est jusqu'à l'est de Ravinia. Elles prennent à nouveau la direction nord et se séparent au sud d'Armour. La US 281 poursuit vers le nord et passe par Corsica, Stickney, Plankinton, Wolsey, Redfield et Mellette. À partir de la, elle devient une voie rapide jusqu'à Aberdeen et redevient une route à deux voies au sud de Westport. Elle continue ensuite vers le nord et passe près de Barnard et Frederick avant d'atteindre la frontière du Dakota du Nord.

### Dakota du Nord
Au Dakota du Nord, la US 281 est une artère sud–nord importante. Elle entre dans l'état au sud d'Ellendale et se dirige vers le nord. Elle passe par Ellendale, Edgeley et Jamestown, où elle croise l'I-94 et la US 52. La US 52 rejoint la US 281 et les routes forment un multiplex vers le nord-ouest jusqu'à Carrington. La US 281 continue ensuite vers le nord jusqu'à Sheyenne. Dix miles (16 km) au nord de Sheyenne, la route contourne Devil's Lake, et passe à l'ouest de celui-ci, à Minnewaukan. À l'est de Leeds, elle rencontre la US 2 et forme un court multiplex avec celle-ci vers l'est. Elle reprend rapidement un alignement vers le nord et passe par Cando et Rockdale, où elle se dirige vers le nord-ouest puis l'ouest jusqu'à Rolla, Belcourt et Dunseith. Là, elle prend la direction nord et parcourt les quelques miles la séparant de la frontière canadienne, au Jardin international de la Paix. La route atteint la frontière en multiplex avec la ND 3 et elle se poursuit au Manitoba en direction de Brandon, comme PTH 10.

## Intersections majeures
Texas
 US 77 Bus. / SH 48 à Brownsville
 I-2 / I-69C / US 83 à Pharr. L'I-69C / US 281 forment un multiplex jusqu'à Edinburg. Elles formeront un multiplex jusqu'à George West
 Future I-69W / US 59 à George West
 I-37 près de Three Rivers. Les routes forment un multiplex jusqu'au sud-est de Pleasanton.
 I-410 à San Antonio. Les routes forment un multiplex dans la ville.
 I-37 à San Antonio. Les routes forment un multiplex dans la ville.
 I-10 / US 87 / US 90 à San Antonio
 I-35 à San Antonio
 I-410 à San Antonio
 US 290 près de Johnson City. Les routes forment un multiplex jusqu'à Johnson City.
 US 183 / US 190 à Lampasas. Les routes forment un multiplex dans la ville.
 US 84 à Evant
 US 67 à Stephenville
 US 377 à Stephenville
 I-20 près de Brazos
 US 180 à Mineral Wells
 US 380 près de Jacksboro. Les routes forment un multiplex jusqu'à Jacksboro.
 US 82 / US 287 à Wichita Falls. Les routes forment un multiplex dans la ville.
 US 277 à Wichita Falls. Les routes forment un multiplex jusqu'à l'est de Medicine Park, Oklahoma.
 I-44 à Wichita Falls. Les routes forment un multiplex jusqu'à l'ouest de Randlett, Oklahoma.
Oklahoma
 US 70 près de Randlett. Les routes forment un multiplex jusqu'à Randlett.
 I-44 à Walters
 I-44 près de Geronimo. Les routes forment un multiplex jusqu'à l'est de Medicine Park.
 US 62 à Lawton. Les routes forment un multiplex jusqu'à Anadarko.
 I-40 à Hinton
 US 270 à Geary. Les routes forment un multiplex jusqu'à Seiling.
 US 60 à Seiling. Les routes forment un multiplex jusqu'à Chester.
 US 412 près de Waynoka
 US 64 à Alva. Les routes forment un multiplex dans la ville.
Kansas
 US 160 près de Medicine Lodge. Les routes forment un multiplex jusqu'à Medicine Lodge.
 US 54 / US 400 à Pratt
 US 50 près de Saint John
 US 56 à Great Bend
 I-70 / US 40 près de Russell
 US 24 à Osborne. Les routes forment un multiplex jusqu'au sud de Portis.
 US 36 à Smith Center. Les routes forment un multiplex jusqu'au sud de Lebanon.
Nebraska
 US 136 à Red Cloud
 US 6 / US 34 à Hastings. La US 6 / US 281 forment un multiplex dans la ville. La US 34 / US 281 forment un multiplex jusqu'à Grand Island.
 I-80 près de Grand Island
 US 30 à Grand Island
 US 20 / US 275 à O'Neill. La US 20 / US 281 forment un multiplex dans la ville.
Dakota du Sud
 US 18 près de Fairfax. Les routes forment un multiplex jusqu'au sud d'Armour.
 I-90 près de Plankinton
 US 14 près de Wolsey. Les routes forment un multiplex jusqu'au nord de Wolsey.
 US 212 à Redfield. Les routes forment un multiplex dans la ville.
 US 12 à Aberdeen
Dakota du Nord
 I-94 / US 52 à Jamestown. L'I-94 / US 281 forment un multiplex dans la ville. La US 52 / US 281 forment un multiplex jusqu'à Carrington.
 US 2 près de Churchs Ferry. Les routes forment un multiplex jusqu'à l'ouest de Churchs Ferry.
 ND 3 / PTH 10 à la frontière canado-américaine près de Dunseith